# Sophie Wörishöffer
Sophie Wörishöffer (Pinneberg, cerca de Hamburgo, 6 de octubre de 1838 - Hamburgo-Altona, 8 de noviembre de 1890) fue una escritora alemana de literatura infantil y juvenil. Usó varios seudónimos como Sophie Andresen, S. Fischer, A. Harder, W. Höffer, Sophie von der Horst, K. Horstmann, W. Noeldechen.

## Biografía
Sophie Wörishöffer era hija de un abogado de Holstein-Glückstadt Otto Andresen, y de sus esposa nacida comop Clara Antoinette von Liliencron. Sophie era por tanto sobrina del germanista y folklorista Rochus von Liliencron y prima del literato Detlev von Liliencron. Se quedó huérfana de padre a los 13 años y su madre se instaló con sus tres hijos en Altona en 1857, donde la joven comenzó a publicar relatos y cuentos en varias publicaciones. 
Se casó en 1866 con el arquitecto Albert Fischer Wörishöffer del que enviudó en 1870 y con quien tuvo a su hijo Hugo, al que crio sola. Más tarde se consagró a la literatura publicando sus escritos en distintas revistas y su novela Aus den Erfahrungen einer Hausfrau. Ein Weihnachtsgeschenk für Deutschlands Bräute, y varios cuentos publicados casi íntegramente en Velhagen & Klasing (Bielefeld y Leipzig), casa de edición que la contrató por 2000 marcos anuales gracias al éxito de sus libros para la infancia y la juventud
Falleció en Altona, pero su tumba ha desaparecido.

## Obra
Fue para muchos, la Julio Verne alemana, pues sus libros se basaban en hechos históricos, con guiños a la economía o a la ciencia.

### Cuentos juveniles
- Robert des Schiffsjungen Fahrten und Abenteuer auf der deutschen Handels- und Kriegsflotte (1877)
- Das Naturforscherschiff oder Fahrt der jungen Hamburger mit der Harmonia nach den Besitzungen ihres Vaters in der Südsee (1880)
- Auf dem Kriegspfade. Eine Indianergeschichte aus dem fernen Westen (1881)
- Das Buch vom braven Mann. Bilder aus dem Seeleben(1882)
- Kreuz und quer durch Indien. Irrfahrten zweier junger deutscher Leichtmatrosen in der indischen Wunderwelt (1884)
- Gerettet in Sibirien (1884)
- Onnen Visser, der Schmugglersohn von Norderney (1885)
- Durch Urwald und Wüstensand (1886)
- Lionel Forster. Eine Geschichte aus dem amerikanischen Bürgerkriege (1887)
- Ein Wiedersehen in Australien (1888)
- Die Diamanten des Peruaners. Fahrten durch Brasilien und Peru (1889)
- Unter Korsaren. Irrfahrten, Abenteuer und Kämpfe auf der Südsee und Erlebnisse von Christensklaven in Tripolis (1890)
- Im Goldlande Kalifornien. Fahrten und Schicksake goldsuchender Auswanderer (1891)

### Como W. Noeldechen
- Der zweite Pfeil
- Die Zwillingsbrüder

### Obra para adultos
- Aus den Erfahrungen einer Hausfrau. Ein Weihnachtsgeschenk für Deutschlands Bräute
- Von Geschlecht zu Geschlecht (1888)
- Der Väter Schuld (1892)
- Dämon Geld (1893)
- Sensitive (1893)
- Geheimnis des Hauses Wolfram (1897)
- Der Fluch der Schönheit (1901)